# Erdélyi Múzeum (folyóirat, 1814–1818)
Az Erdélyi Múzeum, eredeti helyesírással Erdélyi Muzéum tudományos folyóirat, amelyet Döbrentei Gábor adott ki 1814 és 1818 között, összesen tíz füzetben. Ez volt az első erdélyi magyar folyóirat, és egyike volt a 19. századi magyar művelődés legjelentősebb intézményeinek. Jelentős szerepet játszott a reformkori irodalmi és társadalmi ébredés előkészítésében és elterjesztésében, illetve a romantika, a liberalizmus és a német idealista filozófia eszméinek elterjesztésében. A lap célul tűzte ki a nemzeti nyelv művelését, a művelődési intézmények propagálását, a nevelésügy előmozdítását, a nemzeti múlt nagy alakjainak példaképül állítását, ugyanakkor az olvasás népszerűsítését és az irodalmi ízlés fejlesztését. Ezeket a célokat szolgálta a műveltebb nyugati országokkal való összehasonlítás is.

## Története
Az Erdélyben kiadandó folyóirat terve 1809-ben, Döbrenteinek Kazinczy Ferencnél tett látogatásakor született meg. Döbrentei eleinte almanachra, illetve évkönyvre gondolt, de 1810-ben már egy „Hónapos írás” tervéről beszélt a barátainak. Úgy vélte, hogy amennyiben az első szám költségeit mecénásoktól össze tudja gyűjteni, a továbbiakban az előfizetési díjak fedezni fogják a költségeket. 1810 júliusában Döbrentei megnyerte a tervnek Cserei Farkast, id. Wesselényi Miklós sógorát, aki vállalta a próbaszám nyomtatási költségeit, a próbaszámot szétosztotta az 1810–1811-es erdélyi országgyűlés tagjai között, és vállalta a császári engedély megszerzését. A pozsonyi magyar újság 1810. július 24-i számában megjelent hír szerint a folyóiratnak 1811 januárjában kellett volna megjelennie, de újabb akadályt jelentett az 1811-es pénzleértékelés. A folyóirat kiadását többen is támogatták: Mártonffy József római katolikus püspök, özv. gróf Bethlen Ádámné, gróf Gyulai Katalin, özv. gróf Gyulai Ferenczné, Kohányi Kacsándy Zsuzsanna, gróf Haller János, özv. báró Wesselényi Miklósné Cserei Heléna, gróf Bethlen Gergely, Kenderessy Mihály, özv. gróf Toldalagi Lászlóné, Cserei Farkas. A lapindítási engedély csak 1812 novemberében, a cenzori engedély 1813 végén lett meg. A nyomtatás megszervezése sem volt egyszerű, a betűket Pestről kellett hozatni. Végül az első szám 1814. május 5-én jött ki a könyvkötőtől. Az önállósulási elképzelés az akkor társadalmi viszonyok között nem volt életképes, a folyóirat  négyéves fennállása alatt végig szükség volt a művelődés ügyét pártoló főurak anyagi támogatására. Egy-egy füzet ára 1 forint 45 krajcár volt.
Az eredeti elgondolás szerint a folyóirat negyedévente jelent volna meg: „minden fertály esztendőben, ha mind jó munkák vétele, mind elegendő olvasók által az intézet folyamatba jöhet, egy 12 árkusból álló füzet megjelenjék.” Mivel azonban a kéziratok nem érkeztek ilyen ütemben, a 185–200 oldal terjedelmű lapszámok rendszertelen időközökben jelentek meg, amikor összegyűlt elegendő anyag: az első szám 1814 májusában, a második 1815 áprilisában, a harmadik 1815 novemberében, a negyedik 1816 márciusában, az ötödik októberben, a hatodik 1817 áprilisában, a hetedik júliusban, a nyolcadik decemberben, a kilencedik 1818 februárjában, végül a tizedik 1818 szeptemberében.
A 181 oldalas első füzet, amelyet a kolozsvári református gimnázium nyomdájában nyomtattak, 550 példányban jelent meg, és annak ellenére, hogy csak 200 előfizetője volt, az összes példány egy hét alatt vevőre talált, ezért másodszor is kiadták. A siker láttán a második számot már 1000 példányban nyomtatták, noha csak 680 előfizetője volt. A szerkesztés továbbra is Kolozsváron történt, de a nyomtatás Pesten, Trattner János nyomdájában. A harmadik füzetre már 750-en fizettek elő. Az előfizetők jellemzően az erdélyi értelmiségiek közül kerültek ki: papok, tanárok, főurak, királyi preceptorok, rétorok, udvarbírók, kancellisták, számtartók, jurátusok, orvosok, ügyvédek, tanítók, uradalmi tisztek, jószáginspektorok, uradalmi fiskálisok és ügyészek Az oktatási intézményekben egy-egy tanár vállalta a terjesztést, így például Marosvásárhelyen Bolyai Farkas, Székelyudvarhelyen Karácsonyi Sámuel.
Az Erdélyi Múzeum köré Döbrentei egész irodalmi kört szervezett Kolozsváron azzal, hogy megkért néhány tudóst és irodalomkedvelőt, hogy a folyóiratnak szánt munkákat együtt vitassanak meg. A lap szerkesztőségében tartott gyűléseknek gyakori résztvevői voltak különböző felekezetű kollégiumok tanárai, többek között Buzna Lázár piarista tanár, Fricsi Fekete Ferenc birtokos, Gyarmathy Samu orvos, Koros Imre piarista tanár, a líceumi nyomda igazgatója, Lengyel István református filozófiatanár, Liedeman Márton evangélikus lelkész, Molnos Dávid, az unitárius  kollégium rektora, Szász Mózes unitárius lelkész, Szilágyi Ferenc, a református kollégium rektora, Szilveszter György, teológiatanár az unitárius kollégiumban, Buczy Emil piarista tanár, gróf Kornis István nevelője, Cserei Farkas, királyi kamarás és őrnagy, Döme Károly kanonok, Hegedüs Sámuel református lelkész, történelemtanár, Kenderessy Mihály kormányszéki tanácsos, Szabó András marosvásárhelyi könyvtáros. Ezeken a gyűléseken felolvastak például Molnos Dávidnak a Thuküdidész-fordításából, Fricsi Fekete Ferenc fordítását az angol Spectatorból.
Az 1815–1816. évi rossz termések nyomán bekövetkező nehéz gazdasági helyzet folytán az erdélyi előfizetők száma lecsökkent, de a megmaradó aláírók közül sem mindenki fizette ki az előfizetési díjat; a magyarországiak pedig a pesti Tudományos Gyűjtemény megjelenésekor (1817) oda pártoltak át. Ekkor az Erdélyi Múzeumnak már csak 177 előfizetője volt, és az adományok is megritkultak. Ezen felül az erősödő cenzúra is gátakat emelt a szerkesztő elé, így 1818-ban, a X. számban Döbrentei bejelentette a folyóirat megszüntetését. A Sőtér István szerkesztésében megjelent irodalomtörténet azzal magyarázza a folyóirat megszüntetését, hogy túlságosan is igényes volt a közönség akkori színvonalához képest. Döbrenteit több barátja is próbálta rábeszélni a lap folytatására, anyagi támogatást is ígérve, de őt már új tervek foglalkoztatták. Ezt követően Erdélyben több éven át nem volt magyar nyelvű lap.

## Munkatársai
A lapnak számos munkatársa volt, nemcsak Erdélyből, hanem Magyarországról is. Költeményekkel jelent meg Kazinczy Ferenc, Döbrentei Gábor, Vitkovics Mihály, Buczy Emil, Szemere Pál, Kölcsey Ferenc, Helmeczy Mihály, Dukai Takách Judit, Berzsenyi Dániel, Aranyosrákosi Székely Sándor, Ponori Thewrewk József, Deáky Zsigmond. Egyéb írásokat közölt elsősorban maga Döbrentei, és az ötletadó Kazinczy, továbbá Szabó András, ifjabb Pataky Mózes, Molnos Dávid, a kolozsvári unitárius gimnázium igazgatója, Zsombori József tanár, Abrudbányai Szabó Samu tanár, Kresznerics Ferencz tanító, Tatay János tanár, Szász Mózes kolozsvári unitárius lelkész, Szilágyi Ferenc kolozsvári református gimnáziumi tanár, gróf Mikó György, Buczy Emil, Kis János, Zsombori József székelyudvarhelyi esperes, Szentkúti Sándor, Horváth Zsigmond. Döbrentei, amellett, hogy igyekezett megnyerni kora neves íróit és tudósait, megpróbált erdélyi fiatalokból saját munkatársi gárdát nevelni. Döbrentei bátorítása nyomán Újfalvy Krisztina, Vajda Albert, Bárány Boldizsár, Buczy Emil és Zsombory József verseket írtak, az ifjú Wesselényi Miklós, Fricsi Fekete Ferenc és Pataki Mózes fordításokkal kezdtek az ő biztatására. A fiatal reménységek közül azonban többen is korai halált haltak: 1815-ben Pataki Mózes, Goethe és Schiller fordítója, 1816-ban Kerekes Ábel, akiben Erdély jövendő történetíróját látták, 1817-ben pedig a filozófus Szabó András. Döbrentei a szerkesztői munka mellett maga is számos tanulmányt írt a lapba: a külföldi irodalomról szóló ismertetései mellett Barcsay Ábrahámról, Alvinczi Józsefről és Batthyány Ignácról készített írói portrét.

## Tartalma
Az Előbeszéd szerint a lap életrajzokat, útleírásokat, történelmi tárgyú dolgozatokat, költészettani tanulmányokat, erkölcsi és nevelési tárgyú írásokat tartalmazott volna, illetve az olasz, francia, angol és német irodalom ismertetését. A gyakorlatban azonban nem teljesen ez valósult meg: az útleírások elmaradtak, az életrajzok inkább csak portré jellegűek, a történelmi anyag kevés; az Erdélyi Múzeum így leginkább szépirodalommal, nyelv- és irodalomelmélettel, illetve neveléssel foglalkozott. Míg az elméleti munkák már a romantikus eszmevilág hatását mutatják, a szépirodalom még a klasszikus ízlést tükrözi. Rohonyi Zoltán azzal magyarázza a klasszicizmus és romantika egymásmellettiségét a folyóiratban, hogy az egyedüli irodalmi lap fenntartása megkövetelte a szerkesztői kompromisszumot.
Az első öt füzet anyagában a szépirodalmat elsősorban a líra képviseli, számonként húsz-huszonöt verssel. A klasszikus irodalom kedvelt műformái közül az epigrammák, episztolák, ódák, dalok, szonettek vannak jelen Döbrentei Gábor, Kazinczy Ferenc, Dessewffy József, Kis János, Vitkovics Mihály,  Buczy Emil, Szemere Pál, Kölcsey Ferenc, Szentmiklóssy Alajos, Ungvárnémeti Tóth László, Sipos Pál,  Berzsenyi Dániel, Dukai Takách Judit, Székely Sándor, Füzesi József és Horváth Elek műveiben. Szintén a szerkesztő klasszikus ízlésére utal Révai József Iliasz-fordítása. A hatodik számtól kezdve a líra háttérbe szorul, a kor legnagyobb költői (Kazinczy, Berzsenyi, Kölcsey) távol maradtak. Közülük Kölcsey Ferencet Döbrentei kritikája kedvetlenítette el.
A folyóirat szerkesztőinek romantikus irodalomfelfogása az irodalomtörténeti, irodalomelméleti és filozófiai tanulmányokban mutatkozik meg. Döbrentei már az első számban kifejti az irodalomról általában, és a magyar irodalom előtt álló feladatokról vallott nézeteit az Eredetiség és Jutalomtétel című munkájában. Ugyanebbe a  vonulatba illeszkednek Pataki Mózesnek A római poézis történetei illetve Szabó András Philosophiára vezető Értekezések című munkái. A harmadik számban ugyanez a modern esztétikai felfogás jelentkezik Döbrenteinek A Német Próza történeteiről, Magyar Literaturát illető Jegyzései című tanulmányában. Ugyanakkor a széles tematikai körben mozgó prózai értekezések közös vonása a polgárosodás elősegítésének szándéka. Ez egyaránt megjelenik Döbrentei Erkölcsi elmélkedések és A Míveltség betse s a haza szeretetének nemes volta, Szász Mózes Az okos élet réguláji, Horváth Zsigmond A triumphusról illetve Buczy Emil Értekezése az elmének magasb kifejlődése körül, az ízlés munkájiban és A Görög Genie kifejtődése okainak sajdítása című írásaiban.
A lapban számos hazai életrajz jelent meg: Barcsay Ábrahámról, Batthyány Ignácról, Szász Józsefről, Alvinczi József hadvezérről, Falka Sámuel betűmetszőről, Bod Péterről, Hell Miksáról, Teleki Ferencről, Teleki Józsefről és Kupeczky Jánosról Döbrentei Gábor írt, Orczy Lőrincről Kazinczy Ferenc, Cesinge János, vagy ismeretesebb névvel Janus Pannoniusról Kerekes Ábel.
Az Erdélyi Múzeum különös hangsúlyt fektetett a nyelvművelésre, mivel a nyelv egyrészt „a szép és hasznos ismeretek terjesztésének eszköze”, másrészt a nyelv a társadalom egészének közös ügye: „a nyelv egy nemzetnek nemcsak közbirtokú kincse, hanem egyszersmind frigyszekrény is, mely által egyesül s fennáll.”
Az egyes füzetek elején arcképek jelentek meg (Bethlen Gergely kormányszéki főtanácsos, Cserei Farkas erdélyi udvari tanácsos, Kenderesi Mihály kormányszéki tanácsos, gróf Haller László, Máramaros főispánja s „Telemachnak halhatatlan fordítója”, gróf Teleki Ferenc alezredes, gróf Teleki József kormányszéki tanácsos, gróf Dessewffy József volt országgyűlési követ), ezeknek a nyomtatási költségét az illető valamelyik rokona állta.

## Hatása
Az Erdélyi Múzeum megjelenésekor Magyarország és Erdély egyetlen szépirodalmi és tudományos folyóirata volt; ez közölt először esztétikai és irodalomelméleti tanulmányokat. Munkatársai között tudhatta Erdély szinte valamennyi tudósát és íróját, felekezeti különbségek nélkül, és megnyerte a magyar művelődésnek a korábban közömbös főúri réteget, de a kialakuló magyar polgárságot is. A református, katolikus és unitárius írók és tudósok együttműködése a folyóirat megszűnése után is tovább élt. A köztudatba bevezetett új eszméivel az Erdélyi Múzeum hozzájárult a polgárosodás és a nemzetté válás folyamatához.
A folyóirat irodalomtörténeti jelentősége vitathatatlan. Döbrenteinek sikerült a folyóirathoz szerveznie a két ország legjobb íróit. Saját maga kiemelkedő esztétikai tudással tárgyalta a szépirodalom elméleti kérdéseit, szerkesztőként és kritikusként rendkívül lelkiismeretesen járt el, véleménye széles körben mércéül szolgált, annak ellenére, hogy ízlése elmaradt elméleti tájékozottsága mögött. A kortársakon túl a közvetlen utókor is nagyra értékelte a folyóiratot, többek között Döbrentei két legnagyobb vitapartnere: Toldy Ferenc és Bajza József is meleg szavakkal írt róla.
A lap első számában közzétett pályázat hatására fejezte be és tárta közönség elé első darabját, a Bánk bán korai változatát Katona József. Az utókor ugyan sokáig felrótta Döbrenteinek, hogy a pályázat kiértékelésekor még csak nem is említette Katona remekművét,  de Gyalui Farkas 1931-ben megjelent A Döbrentei pályázat és a Bánk bán című tanulmányában azt valószínűsíti, hogy Katona műve nem érkezett meg a bírálóbizottsághoz. Ettől függetlenül, a drámapályázat kiírása nem kis mértékben járult hozzá a magyar drámairodalom fejlődéséhez és a színházi műveltség kifejlődéséhez.